# Reijo Hongisto
Reijo Henrik Hongisto, född 16 april 1962 i Alajärvi, är en finländsk politiker (Blå framtid, tidigare Sannfinländarna). Han var ledamot av Finlands riksdag 2011–2019. Hongisto har arbetat som polis.
Hongisto blev omvald i riksdagsvalet 2015 med 6 736 röster från Vasa valkrets.